# Пику-да-Педра
Пику-да-Педра (порт. Pico da Pedra) — район (фрегезия) в Португалии, входит в округ Азорские острова. Расположен на острове Сан-Мигел. Является составной частью муниципалитета Рибейра-Гранде. Население составляет 2426 человек на 2001 год. Занимает площадь 6,56 км².